# Boozefighters
Boozefighters var en av de första amerikanska motorcykelklubbarna, och grundades i Kalifornien 1946.
Boozefighter Motorcycle Club (BFMC) grundades 1946 av veteraner nyss hemkomna från andra världskriget. "Wino" Willie Forkner (död 1997) räknas som grundaren. BFMC deltog vid den ökända Hollisterincidenten 4 juli 1947 i Hollister, Kalifornien, som förevigades i filmen Vild ungdom (The Wild One) med Marlon Brando i huvudrollen. Lee Marvin spelade "Chino".
BFMC är en av de äldsta, fortfarande aktiva motorcykelklubbarna. Boozefighters har aldrig varit enprocentare eller outlaws. Deras motto är "The Original Wild Ones" och "A drinking club with a motorcycle problem".
Idag har BFMC lokalavdelningar över hela USA, med högkvarteret i Fort Worth, Texas.
Författaren Bill Hayes har skrivit en bok om klubben, The Original Wild Ones: Tales of the Boozefighters Motorcycle Club.